# كيانوش رستمي
كيانوش رستمي (من مواليد 23 يوليو 1991) هو رباع أولمبي إيراني. أحرز رستمي ميدالية ذهبية في مسابقة رفع الأثقال «وزن 85 كغ» في دورة الألعاب الأولمبية في مدينة ريو دي جانيرو البرازيلية وسجل 396 كلغم (179 كلغم رفعة الخطف و217 كلغم رفعة النتر) ليحطم بذلك الرقم الأولمبي العالمي وينال الميدالية الذهبية.

## وصلات خارجية
- الملف الشخصي
- IWF
- كيانوش رستمي  على فيسبوك.